# 클로드 파르페 응곤 아 잠
클로드 파르페 응곤 아 잠(영어: Claude Parfait Ngon A Djam, 1980년 1월 24일 ~ )은 카메룬 출신의 축구 선수이다. K리그에서 등록명은 클라우디를 사용하였으며 공격수로 활약하였다. 천안 일화 천마 (현 성남 FC)에 1999년 입단하여 1999 시즌 한 시즌 동안 시즌 통산 4경기 0득점-0도움 (리그컵 4경기 0득점-0도움)의 기록을 남겼다. K리그 입단 당시는 19살의 어린 선수였지만 그 후 카메룬 축구 국가대표팀으로 2003년 FIFA 컨페더레이션스컵에 출전하였고 2009년에는 스리위자야 FC 소속으로 맹활약하여 FC 서울이 16강에 진출하는데 간접적으로 도움을 준 선수이다.